# Blapstinus dilatatus
Blapstinus dilatatus är en skalbaggsart som beskrevs av Leconte 1851. Blapstinus dilatatus ingår i släktet Blapstinus och familjen svartbaggar. Inga underarter finns listade i Catalogue of Life.